# Cesc Fàbregas
Francesc (Cesc) Fàbregas Soler (Arenys de Mar, 4 mei 1987) is een Spaans voormalig voetballer en huidig voetbaltrainer van Como die doorgaans als middenvelder speelde. Hij speelde van 2003 tot en met 2023 voor achtereenvolgens Arsenal, FC Barcelona, Chelsea, AS Monaco en Como. 
Hij kwam 110 keer uit voor het Spaans voetbalelftal, waarvoor hij vijftien keer scoorde. Fàbregas werd onder meer drie keer landskampioen in Engeland en één keer in Spanje. Hij werd met Spanje wereldkampioen in 2010 en Europees kampioen in zowel 2008 als 2012.

## Clubcarrière

### FC Barcelona (eerste periode)
Toen Fàbregas negen maanden oud was, werd hij door zijn grootvader voor het eerst meegenomen naar Camp Nou voor een wedstrijd van FC Barcelona. Aanvankelijk lagen zijn interesses meer bij hockey, maar uiteindelijk ging Fàbregas toch voetballen. Hij begon bij de lokale club Arenys om vervolgens bij CE Mataró te gaan spelen. In september 1997 werd Fàbregas ontdekt door scout Rodolf Borrell. Aangezien hij enkele wedstrijden voor CE Mataró had gespeeld dat seizoen, kon Fàbregas niet meer van club wisselen. Er werd besloten dat hij het seizoen zou afmaken bij CE Mataró om daarna naar de cantera (jeugdopleiding) van FC Barcelona te komen. Wel trainde Fàbregas vanaf november 1997 eenmaal per week bij FC Barcelona. Na eerst een paar jaar dagelijks te hebben moeten reizen tussen Arenys de Mar en Barcelona, nam hij op 14-jarige leeftijd zijn intrek in La Masía. De middenvelder was aanvoerder van het Baby Dream Team, de Cadete A van het seizoen 2002/2003 dat ook Lionel Messi, Gerard Piqué, Marc Valiente en Víctor Vázquez omvatte en getraind werd door Rodolf Borrell en Tito Vilanova. In deze periode was Josep Guardiola al overtuigd van Fàbregas door hem in 2001 een gesigneerd tenue te geven met het opschrift "voor de toekomstige nummer vier van FC Barcelona".

### Arsenal

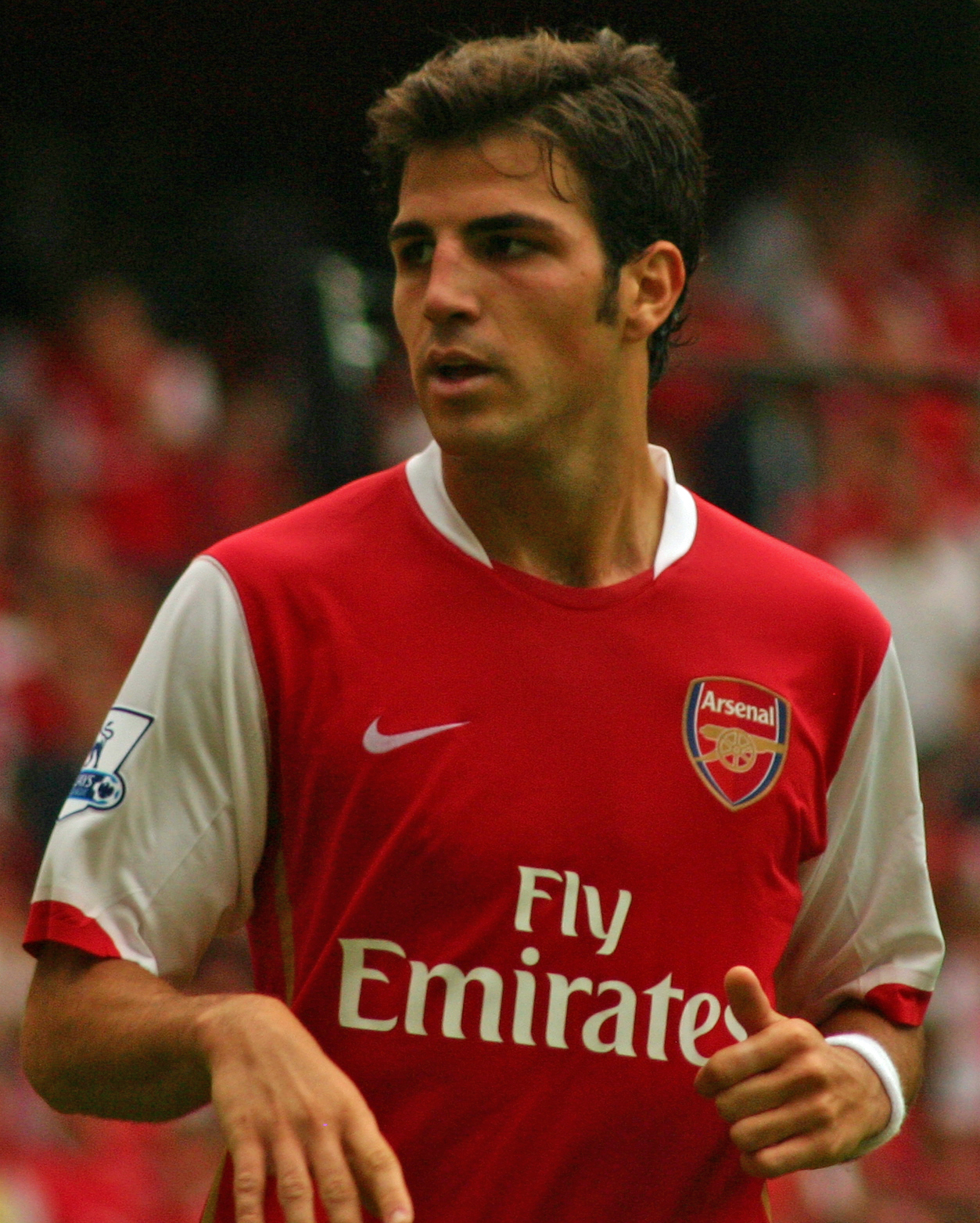
Fàbregas in het shirt van Arsenal in 2007.

In 2003 tekende Fàbregas een profcontract bij Arsenal, waarbij FC Barcelona 500.000 euro compensatie ontving. Reden van het vertrek van Fàbregas waren naar eigen zeggen de geringe vooruitzichten op een doorbraak bij FC Barcelona. Daarnaast kunnen spelers jonger dan 18 jaar in Engeland wel een profcontract krijgen, in tegenstelling tot in Spanje.
Cesc begon in het reserveteam, maar hij speelde in het seizoen 2003/2004 wel enige bekerwedstrijden voor het eerste elftal. Cesc debuteerde op een leeftijd van zestien jaar en 177 dagen in de hoofdmacht in een wedstrijd om de League Cup tegen Rotherham United, waarmee hij de jongste debutant ooit werd bij Arsenal. Kort daarna werd hij ook de jongste doelpuntenmaker ooit van de club, toen de middenvelder op een leeftijd van zestien jaar en 212 dagen scoorde in een bekerwedstrijd tegen Wolverhampton Wanderers. In het seizoen 2004/2005 werd Cesc een vaste waarde voor Arsenal en hij won die jaargang met The Gunners de FA Community Shield en de FA Cup. De FA Cup werd gewonnen door in de finale Manchester United na strafschoppen te verslaan. De Catalaan speelde dat seizoen in totaal 46 wedstrijden met het eerste elftal, waarvan 34 als basisspeler, waarin hij driemaal scoorde. Met zijn debuut in de Premier League werd Cesc de jongste speler ooit van Arsenal in de nationale competitie. Met zijn doelpunt tegen Everton (17 jaar 103 dagen) werd hij ook Arsenals all-time jongste doelpuntenmaker in het Premiership. Tegen Rosenborg BK in de UEFA Champions League scoorde Fàbregas op een leeftijd van zeventien jaar en 206 dagen en hij werd daarmee de jongste doelpuntenmaker in Europa bij Arsenal. Een persoonlijk hoogtepunt in de carrière van Fàbregas was de wedstrijd in het San Siro tegen AC Milan in de tweede ronde van de UEFA Champions League, op 4 maart 2008. In deze returnwedstrijd (in de wedstrijd in Londen was Arsenal op 0–0 blijven steken) beleefde Fàbregas het mooiste moment uit zijn carrière tot dan toe. In de 84ste minuut schoot hij zijn team naar de kwartfinales via een hard laag schot vanaf ongeveer 30 meter dat Željko Kalac kansloos liet. Mede dankzij deze goal plaatste Arsenal zich voor de kwartfinale van de UEFA Champions League. In 2006 bereikte Cesc met Arsenal FC de finale van de UEFA Champions League, waarin verloren met 2–1 werd van uitgerekend FC Barcelona. In november 2008 werd Cesc aanvoerder van Arsenal, wat hem de bijnaam Captain Kid opleverde.

### FC Barcelona (tweede periode)
Op 15 augustus 2011 werd bekend dat Fàbregas een vijfjarig contract bij FC Barcelona had getekend, de club waar hij zijn jeugdopleiding genoot. Hij kreeg het vrijgehouden rugnummer 4 en tekende tot medio 2016. Met de transfer van Fabregas van Arsenal naar FC Barcelona was een bedrag van 40 miljoen euro gemoeid. Mogelijk droeg Fabregas hiervan 6 miljoen aan bij waarbij dat bedrag wordt ingehouden op zijn salaris. Hij debuteerde met een invalbeurt in de thuiswedstrijd van de strijd om de Supercopa España tegen Real Madrid.

### Chelsea
In juni 2014 verliet Fàbregas FC Barcelona voor een vijfjarig contract bij Chelsea. Met de transfer was een bedrag van 33 miljoen euro gemoeid, dat kon oplopen door middel van bonussen. Zijn terugkeer in Engeland begon hij in zijn eerste seizoen met het winnen van de Football League Cup en de Premier League.

### AS Monaco
Op 11 januari 2019 tekende Fàbregas een driejarig contract bij AS Monaco.

### Como
Op 1 augustus 2022 tekende Fàbregas een tweejarig contract bij Como, op dat moment actief in de Serie B. Hij werd ook aandeelhouder van de club. Fàbregas diende zijn contract niet uit, maar besloot in plaats daarvan in juli 2023 om te stoppen met profvoetbal. 
| Seizoen | Club         | Land              | Competitie       | Competitie | Competitie | Beker | Beker | Internationaal | Internationaal | Overig | Overig | Totaal | Totaal |
| Seizoen | Club         | Land              | Competitie       | Wed.       | Dlp.       | Wed.  | Dlp.  | Wed.           | Dlp.           | Wed.   | Dlp.   | Wed.   | Dlp.   |
| ------- | ------------ | ----------------- | ---------------- | ---------- | ---------- | ----- | ----- | -------------- | -------------- | ------ | ------ | ------ | ------ |
| 2003/04 | Arsenal      | Vlag van Engeland | Premier League   | 0          | 0          | 3     | 1     | 0              | 0              | 0      | 0      | 3      | 1      |
| 2004/05 | Arsenal      | Vlag van Engeland | Premier League   | 33         | 2          | 7     | 0     | 5              | 1              | 1      | 0      | 46     | 3      |
| 2005/06 | Arsenal      | Vlag van Engeland | Premier League   | 35         | 3          | 1     | 0     | 13             | 1              | 1      | 1      | 50     | 5      |
| 2006/07 | Arsenal      | Vlag van Engeland | Premier League   | 38         | 2          | 6     | 0     | 10             | 2              | 0      | 0      | 54     | 4      |
| 2007/08 | Arsenal      | Vlag van Engeland | Premier League   | 32         | 7          | 3     | 0     | 12             | 8              | 0      | 0      | 47     | 15     |
| 2008/09 | Arsenal      | Vlag van Engeland | Premier League   | 22         | 3          | 1     | 0     | 10             | 0              | 0      | 0      | 33     | 3      |
| 2009/10 | Arsenal      | Vlag van Engeland | Premier League   | 27         | 15         | 1     | 0     | 8              | 4              | 0      | 0      | 36     | 19     |
| 2010/11 | Arsenal      | Vlag van Engeland | Premier League   | 25         | 3          | 6     | 3     | 5              | 3              | 0      | 0      | 36     | 9      |
| 2011/12 | FC Barcelona | Vlag van Spanje   | Primera División | 28         | 9          | 8     | 3     | 10             | 2              | 2      | 1      | 48     | 15     |
| 2012/13 | FC Barcelona | Vlag van Spanje   | Primera División | 32         | 11         | 7     | 2     | 8              | 1              | 1      | 0      | 48     | 14     |
| 2013/14 | FC Barcelona | Vlag van Spanje   | Primera División | 36         | 8          | 8     | 4     | 9              | 1              | 2      | 0      | 55     | 13     |
| 2014/15 | Chelsea      | Vlag van Engeland | Premier League   | 34         | 3          | 5     | 0     | 8              | 2              | 0      | 0      | 47     | 5      |
| 2015/16 | Chelsea      | Vlag van Engeland | Premier League   | 37         | 5          | 4     | 0     | 7              | 1              | 1      | 0      | 49     | 6      |
| 2016/17 | Chelsea      | Vlag van Engeland | Premier League   | 29         | 5          | 8     | 2     | —              | —              | 0      | 0      | 37     | 7      |
| 2017/18 | Chelsea      | Vlag van Engeland | Premier League   | 32         | 2          | 8     | 0     | 8              | 1              | 1      | 0      | 49     | 3      |
| 2018/19 | Chelsea      | Vlag van Engeland | Premier League   | 6          | 0          | 4     | 1     | 5              | 0              | 1      | 0      | 16     | 1      |
| 2018/19 | AS Monaco    | Vlag van Monaco   | Ligue 1          | 13         | 1          | 2     | 0     | 0              | 0              | 0      | 0      | 15     | 1      |
| 2019/20 | AS Monaco    | Vlag van Monaco   | Ligue 1          | 18         | 0          | 4     | 0     | 0              | 0              | 0      | 0      | 22     | 0      |
| 2020/21 | AS Monaco    | Vlag van Monaco   | Ligue 1          | 21         | 2          | 5     | 1     | 0              | 0              | 0      | 0      | 26     | 3      |
| Totaal  | Totaal       | Totaal            | Totaal           | 498        | 81         | 91    | 17    | 118            | 27             | 10     | 2      | 717    | 127    |

## Interlandcarrière
Spaans voetbalelftal
Met het Spaans elftal speelde Fàbregas al op diverse jeugdtoernooien (zowel EK als WK). Op het WK –17 van 2003 in Finland ontving hij de Gouden Bal voor beste speler van het toernooi en de Gouden Schoen voor topscorer van het toernooi (vijf doelpunten). Spanje eindigde op dat WK op de tweede plaats. Op het Europees kampioenschap voetbal mannen onder 17 in 2004 werd Fàbregas met Spanje wederom tweede. In de zomer van 2005 nam Fàbregas met Spanje deel aan het wereldkampioenschap voetbal onder 20 in Nederland. Spanje won alle groepswedstrijden, maar in de kwartfinale was Argentinië met 3–1 te sterk.
Op 1 maart 2006 debuteerde Fàbregas in het A-elftal van Spanje in het met 3–2 gewonnen oefenduel tegen Ivoorkust. Fàbregas gaf de assist op David Villa voor de eerste Spaanse treffer. In 2006 behoorde de Catalaan tot de Spaanse selectie voor het WK. Fabregas werd door bondscoach Luis Aragonés opgenomen in de 23-koppige selectie voor het EK 2008. Hoewel hij het toernooi startte als wisselspeler, scoorde hij tegen Rusland in de groepsfase en schoot hij tegen Italië (0–0) in de kwartfinale de beslissende strafschop binnen. In de halve finale won hij met Spanje 3–0 tegen Rusland. En hij speelde ook in de finale, die Spanje uiteindelijk won met 1–0 tegen Duitsland. Een jaar later nam Fàbregas met La Furía Roja deel aan de FIFA Confederations Cup 2009. In 2010 won Fàbregas met Spanje het WK. Hij begon de finale op 11 juli tegen Nederland als bankzitter, maar mocht in de 88e minuut binnen de lijnen komen. De stand was op dat moment 0–0. In de tweede helft van de verlenging schoot Andrés Iniesta op aangeven van Fàbregas de winnende treffer binnen. Hij won met Spanje ook het EK 2012 in Polen en Oekraïne, waarop hij in de openingswedstrijd tegen Italië het eerste doelpunt maakte. Hij scoorde ook tegen Ierland en gaf een assist op David Silva in de finale.
Op 17 mei 2016 werd Fàbregas opgenomen in de Spaanse selectie voor het Europees kampioenschap voetbal 2016 in Frankrijk. Spanje werd in de achtste finale uitgeschakeld door Italië (2–0). Hij ontbrak daarentegen in de 23-koppige selectie van de Spaanse bondscoach Julen Lopetegui voor het WK voetbal 2018 in Rusland, net als zijn Chelsea-ploeggenoot Álvaro Morata.
Catalaans voetbalelftal
In juni 2004 debuteerde Fàbregas in het Catalaans voetbalelftal in de wedstrijd tegen Brazilië. Hij speelde in deze wedstrijd samen met Josep Guardiola, zijn grote idool: "Hij is een icoon voor alle Catalanen, een pure voetballer en nooit bang om risico’s te nemen."

## Trainerscarrière
Op 1 juli 2023 werd Fàbregas, na zijn pensioen uit het voetbal, aangesteld als hoofdtrainer van Como U19 en B. Hij behaalde zijn UEFA A-coachinglicentie in 2023.
Op 13 november 2023, na het ontslag van Moreno Longo, werd Fàbregas benoemd tot interim hoofdtrainer van het eerste elftal. Omdat hij bij zijn benoeming nog geen UEFA Pro-coachinglicentie had, kreeg Fàbregas een speciale dispensatie om een maand als hoofdtrainer te fungeren. Op 20 december 2023 kondigde Como de aanstelling aan van Osian Roberts als nieuwe interim-manager tot het einde van het seizoen, terwijl Fàbregas als assistent in de technische staf zou blijven. Fàbregas' laatste wedstrijd als interim-hoofdtrainer was een 3–3 thuiswedstrijd tegen Palermo op 23 december 2023,
Tijdens zijn korte ambtstermijn bracht Fàbregas Como van de 7e naar de 3e plaats. Onder leiding van Roberts, met Fàbregas als assistent, behaalde de club later automatische promotie naar de Serie A. Op 19 juli 2024 werd Fàbregas formeel aangesteld als hoofdtrainer van Como, waarbij hij een vierjarig contract tekende.

## Erelijst
Arsenal
- FA Community Shield: 2004

 FC Barcelona
- Primera División: 2012/13
- Copa del Rey: 2011/12
- Supercopa de España: 2011, 2013
- UEFA Super Cup: 2011
- FIFA Club World Cup: 2011

 Chelsea
- Premier League: 2014/15, 2016/17
- FA Cup: 2017/18
- Football League Cup: 2014/15
- UEFA Europa League: 2018/19

 Spanje
- FIFA WK: 2010
- UEFA EK: 2008, 2012

Individueel
- FIFA WK onder 17 Gouden Schoen: 2003
- FIFA WK onder 17 Gouden Bal: 2003
- UEFA EK onder 17 Beste Speler: 2004
- Europees voetballer van het jaar onder 21 (Trofeo Bravo): 2006
- Golden Boy Award: 2006
- UEFA Team van het Jaar: 2006, 2008
- Premier League Player of the Month: januari 2007, september 2007
- Arsenal Player of the Season: 2006/07, 2007/08
- PFA Young Player of the Year: 2007/08
- PFA Team of the Year: 2007/08, 2009/10
- ESM Team of the Year: 2007/08, 2009/10, 2014/15
- UEFA Europees Kampioenschap Team van het Toernooi: 2008, 2012
- FIFA FIFPro World XI (vijfde team): 2014

Onderscheidingen
- Prinses van Asturiëprijs (Premios Princesa de Asturias): 2010
- Gouden Medaille in de Koninklijke Orde van Sportieve Verdienste (Medalla de Oro de la Real Orden del Mérito Deportivo): 2011